# Brevitrichia beameri
Brevitrichia beameri är en tvåvingeart som beskrevs av Kelsey 1969. Brevitrichia beameri ingår i släktet Brevitrichia och familjen fönsterflugor.
Artens utbredningsområde är New Mexico. Inga underarter finns listade i Catalogue of Life.